# Trithemis aconita
Espèce
Statut de conservation UICN

 LC  : Préoccupation mineure
Trithemis aconita est une espèce de libellules africaines de la famille des Libellulidae (sous-ordre des Anisoptères, ordre des Odonates).

## Répartition
Trithemis aconita se rencontre en Afrique du Sud, en Angola, au Botswana, au Burkina Faso, au Bénin, au Cameroun, en Côte d'Ivoire, en Éthiopie, au Gabon, au Ghana, en Guinée, en Guinée équatoriale, en Guinée-Bissau, au Kenya, au Liberia, au Malawi, au Mozambique, en Namibie, au Nigeria, en Ouganda, en République centrafricaine, en République démocratique du Congo, en Sierra Leone, en Tanzanie, au Togo, en Zambie et au Zimbabwe.

## Habitat
Zones humides de la zone subtropicale à tropicale, en forêt et bordure de cours d'eau.

## Systématique
Le nom valide complet (avec auteur) de ce taxon est Trithemis aconita Lieftinck (d), 1969.